# Primidonă
Primidona este un derivat dezoxi-barbituric, fiind utilizat ca antiepileptic. Calea de administrare disponibilă este cea orală.
Medicamentul a fost aprobat pentru uz medical în Statele Unite ale Americii în anul 1954. Este disponibil sub formă de medicament generic.

## Utilizări medicale
Primidona este utilizată ca medicament anticonvulsivant, în epilepsie, în profilaxia: convulsiilor generalizate tonico-clonice (grand-mal), convulsiilor parțiale și epilepsiei psihomotorie.

## Farmacologie
Primidona este activă ca atare, dar se metabolizează la fenobarbital și feniletilmalonamidă (PEMA), de asemenea active. Acționează la nivelul transportului transmembranar al sodiului și calciului, reducând frecvența transmiterii impulsului nervos. Fenobarbitalul este un antiepileptic ce acționează la nivelul receptorilor GABA-A.